# Laval (Mayenne)
Laval  es un municipio (commune) francés, situado en el departamento de Mayenne y en la región de Países del Loira. Sus habitantes se llaman, en francés, Lavallois.

## Geografía
La ciudad se ubica en la orilla del río Mayenne. Se encuentra en los accesos a Bretaña y en los límites entre Anjou y Normandía.
Históricamente, la navegación por el río Mayenne la comunica con el Loira. Actualmente dispone de estación de ferrocarril (TGV) y acceso a la red francesa de autopistas (en el eje París – Rennes).
Hay un aeropuerto (Laval-Entrammes) a diez kilómetros de la ciudad. Tiene muy escasas conexiones regulares (2300 pasajeros anuales según su propia web), pero sirve a compañías de vuelos de negocios.

## Demografía
| 14 822 | 13 825 | 15 167 | 15 736 | 17 348 | 17 810 | 17 834 | 19 218 | 21 293 | 22 892 | 27 189 | 26 343 | 27 107 | 29 889 | 30 627 | 30 374 | 29 853 | 30 356 | 29 751 | 30 252 | 27 464 | 28 099 | 27 792 | 28 380 | 32 544 | 34 597 | 39 283 | 45 674 | 51 544 | 50 360 | 50 473 | 50 947 | 50 613 |
| Para los censos de 1962 a 1999 la población legal corresponde a la población sin duplicidades (Fuente: INSEE [Consultar]) |        |        |        |        |        |        |        |        |        |        |        |        |        |        |        |        |        |        |        |        |        |        |        |        |        |        |        |        |        |        |        |        |

| 1962   | 1968   | 1975   | 1982   | 1990   | 1999   | 2005 |
| ------ | ------ | ------ | ------ | ------ | ------ | ---- |
| 42.315 | 49.377 | 58.443 | 58.873 | 61.178 | 62.729 |      |

La aglomeración urbana (agglomération urbaine) de Laval incluye tres comunas. Además de la titular, están Saint-Berthevin (6.873 hab.), y Changé (4.909 hab.). La Communauté d’agglomération la forman veinte municipios.

## Administración y política
En el referendo sobre la Constitución Europea ganó el sí con un 55,25% de los votos.
Algunos resultados electorales recientes (primeras vueltas del sistema francés):
| Extrema izquierda | Listas de izquierda (socialistas, comunistas y otros) | Dos listas de la derecha tradicional | Frente Nacional | Extrema derecha |
| ----------------- | ----------------------------------------------------- | ------------------------------------ | --------------- | --------------- |
| 4,7%              | 41,9%                                                 | 43,0%                                | 8,4%            | 2,0%            |

## Economía
Según el censo de 1999, la distribución de la población activa por sectores era:
| agricultura | industria | construcción | servicios |
| ----------- | --------- | ------------ | --------- |
| 0,6%        | 21,4%     | 4,3%         | 73,7%     |

## Historia
Laval fue una baronía, erigida en condado en 1429.

## Enseñanza superior
- École supérieure d'informatique, électronique, automatique

## Hermanamientos
- Mettmann (Alemania)
- Garango (Burkina Faso)
- Laval (Canadá)
- Gandía (La Safor) (España)
- Calcídica (Grecia)
- Boston (Reino Unido)
- Vatava (Rumania)

## Deportes
Stade Lavallois es el club fútbol local, y participa en la Ligue 2, la segunda categoría del fútbol francés. Juega sus partidos de local en el Stade Francis Le Basser que posee un aforo de 18.739 espectadores.